# Merriamosauria
Merriamosauria es un clado extinto de ictiosaurios. Fue denominado por Ryosuke Motani en su análisis de 1999 de las relaciones de los reptiles marinos ictiopterigios y fue definida en términos filogenéticos como un taxón basado en raíces que incluye "al último ancestro común de Shastasaurus pacificus e Ichthyosaurus communis, y todos sus descendientes." El nombre es en homenaje de John Campbell Merriam. Basándose en esta definición, Merriamosauria incluye a la mayoría de ictiosaurios excepto a varios grupos del Triásico como el clado Mixosauria, la familia Cymbospondylidae, y quizás a la familia Toretocnemidae. Los merriamosaurios se caracterizan por los rasgos en su cintura escapular y los huesos de sus extremidades, incluyendo una extensa conexión entre la escápula y el hueso coracoides, la ausencia del primer metacarpiano y la ausencia de un hueso pisiforme.